# Yannick Bru
Pour les articles homonymes, voir Bru.

a Compétitions nationales et continentales officielles uniquement.

b Matchs officiels uniquement.
Yannick Bru, né le 22 mai 1973 à Auch (Gers), est un joueur et entraîneur de rugby à XV français. Il a joué en équipe de France et évoluait au poste de talonneur, puis devient entraîneur en 2007.
C'est un lanceur très adroit, fort d'une expérience de plus de 50 matchs en coupe d'Europe avec l'US Colomiers et le Stade toulousain. Il arrête sa carrière de joueur à l'issue de la saison 2006-2007 où le Stade toulousain est éliminé en demi-finale du Top 14. Il est alors rapidement nommé entraîneur adjoint chargé des avants du club, prenant la place de Serge Laïrle. Il travaille sous la direction de Guy Novès.
Avec l'US Colomiers, il remporte le Challenge européen en 1998. Avec le Stade toulousain, il remporte deux Coupe d'Europe en 2003 et 2005 ainsi que deux fois le championnat de France en 1999 et 2001. Avec l'équipe de France, il remporte deux fois le Tournoi des Six Nations en 2002 et 2004. 
En 2012, il devient entraîneur des avants de l'équipe de France au côté du nouveau sélectionneur Philippe Saint-André. En 2016, le nouveau sélectionneur, Guy Novès, le conserve à ce poste. Il est limogé avec l'ensemble du staff de Guy Novès en décembre 2017. De juillet 2018 à juin 2022, il est manager de l'Aviron bayonnais puis entraîneur adjoint au sein de l'équipe sud-africaine des Sharks de Durban la saison suivante.
Depuis 2023, il est le manager de l'Union Bordeaux Bègles. En 2025, il mène l'équipe au premier titre de l'histoire du club en remportant la Champions Cup.

## Carrière sportive

### Joueur en club

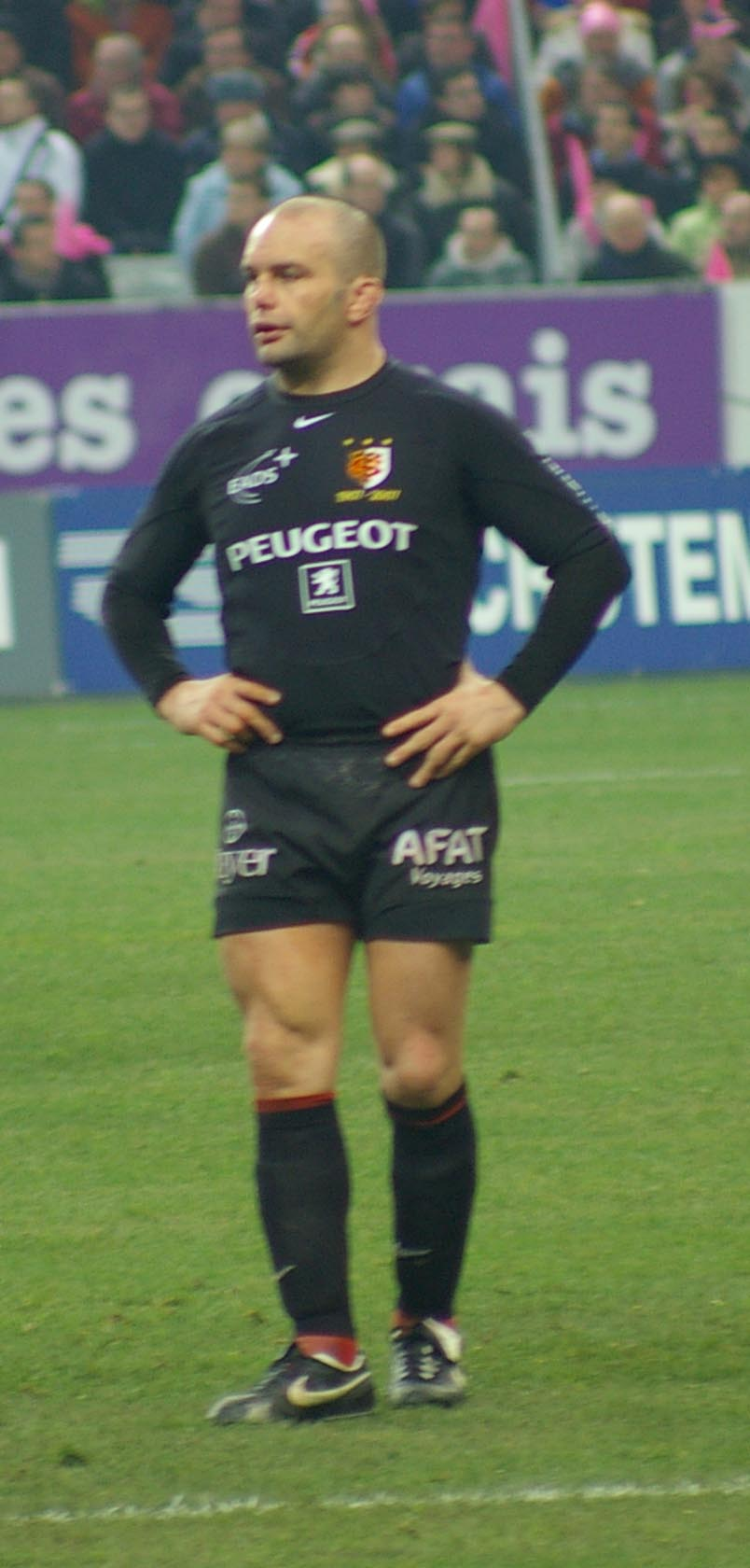
Yannick Bru lors du match Stade français -Stade toulousain (22-20) du 27 janvier 2007.

Le 24 mai 2003, il est titulaire avec le Stade toulousain en finale de la Coupe d'Europe au Lansdowne Road de Dublin face à l'USA Perpignan. Il doit céder sa place dès la 14e minute à William Servat. Les Toulousains s'imposent 22 à 17 face aux catalans et deviennent ainsi champions d'Europe.
La saison suivante, il joue de nouveau la finale de la Coupe d'Europe qui se déroule cette fois au Stade de Twickenham à Londres face aux London Wasps. William Servat lui est alors préféré au talonnage, il commence le match sur le banc avant de le remplacer à la 59e minute. Les Anglais l'emportent sur le fil 27 à 20, à la suite d'une erreur de Clément Poitrenaud, empêchant les Toulousains de gagner un deuxième titre consécutif.
En 2005, ils arrivent à se qualifier une troisième fois consécutive en finale de Coupe d'Europe face au Stade français. Il commence le match sur le banc avant de remplacer William Servat à la 65e minute. Les Haut-garonnais sont de nouveau champion d'Europe en s'imposant 12 à 18 après prolongation.

### Joueur en équipe nationale
Longtemps pressenti chez les Bleus, c'est à l'occasion des test matchs de novembre 2001, à la suite de son titre de champion de France, qu'il est sélectionné pour la première fois. Il fête sa première sélection en remplaçant Raphaël Ibañez face à l'équipe d'Australie le 17 novembre 2001.
Dès le tournoi qui suit, il profite du retour de blessure de ce dernier pour être titulaire lors du match d'ouverture face à l'Italie. Blessé à son tour, il ne participera pas à la suite de la compétition, qui voit l'équipe de France remporter le grand chelem.
Ouvrant le poste à la concurrence, le sélectionneur lui préférera Olivier Azam l'été, et Jean-Baptiste Rué en novembre.
Ce dernier va d'ailleurs profiter d'un coup de tête de Bru à l'Agenais Labrousse, au terme du match Toulouse-Agen, en bas du bus Agenais, pour être appelé dans le tournoi. Suspendu, Yannick Bru promet son retour pour le Mondial. Sa reconquête du poste sera irrésistible. Il sera champion d'Europe et vice-champion de France. Concurrent direct de Rué, ce dernier effectue une pâle prestation face aux Argentins et Bru est sélectionné pour le Mondial, après deux matchs de haut-niveau face à l'Argentine et la Nouvelle-Zélande. Bernard Laporte admettra même que les deux talonneurs sélectionnés sont très proches. 
Après avoir été titulaire deux matchs de préparation sur trois, Bru alterne avec Ibanez au poste de talonneur pour le Mondial. Capitaine face aux USA, il marque même son seul essai international. Cependant, le sélectionneur lui préfère Raphaël Ibañez pour les quarts et demi-finales. Faisant une rentrée chaque fois appréciée, Yannick Bru est titulaire et capitaine pour la dernière fois, lors de la petite finale face aux Blacks.
Annoncé comme le successeur d'Ibanez, le sélectionneur lui préfère pourtant son jeune coéquipier à Toulouse, William Servat. Remplaçant pour le tournoi 2004, ses rentrées en jeu sont très appréciées, mais sa carrière internationale s'arrêtera sur ce second grand chelem.

### Avec les Barbarians
Le 11 novembre 1998, il joue son premier match avec les Barbarians français contre l'Argentine à Bourgoin-Jallieu. Les Baa-Baas s'imposent 38 à 30.
En septembre 2003, il joue avec les Barbarians français à l'occasion d'un match opposant le XV de France, rebaptisé pour l'occasion XV du Président (afin de contourner le règlement qui interdit tout match international à moins d'un mois de la Coupe du monde), et les Barbarians français, composés essentiellement des joueurs tricolores non retenus dans ce XV présidentiel et mis à disposition des Baa-Baas par Bernard Laporte. Ce match se déroule au Parc des sports et de l'amitié à Narbonne et voit le XV du président s'imposer 83 à 12 face aux Baa-Baas.

## Entraîneur

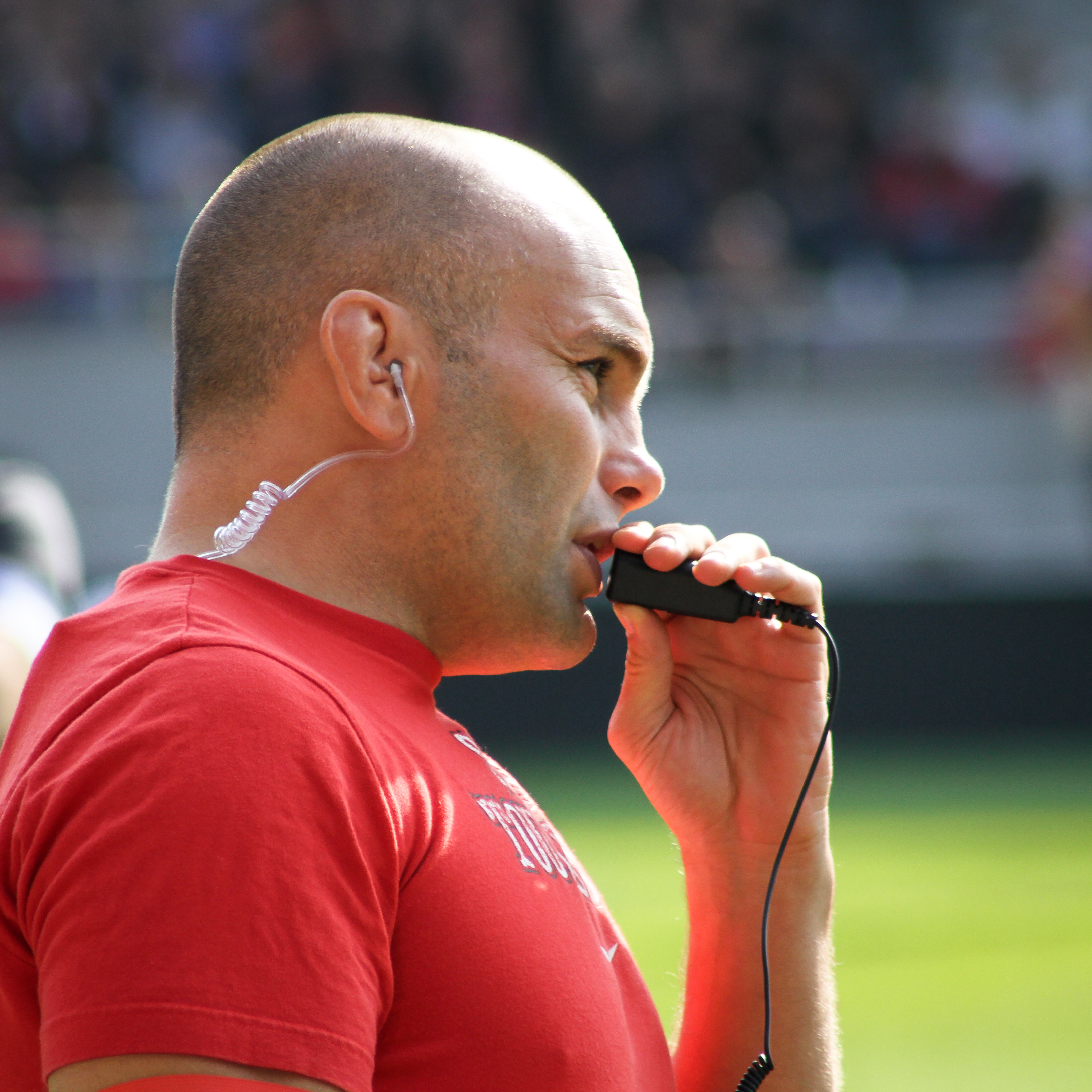
Yannick Bru, en 2010 avec le Stade toulousain.

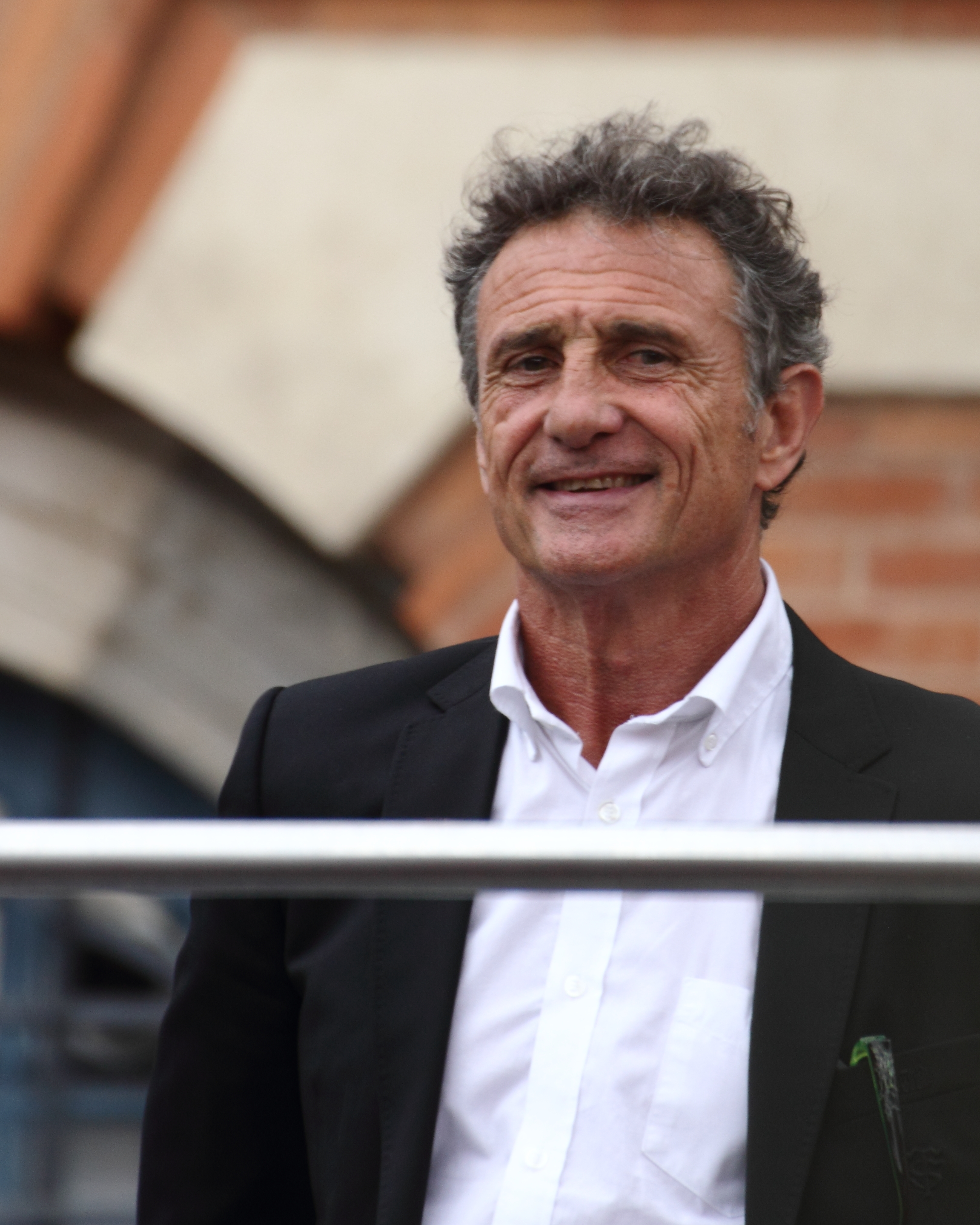
Guy Novès, ici en 2012, fut son entraîneur de 1998 à 2007 au Stade toulousain, avant de le choisir comme adjoint de 2007 à 2012 dans ce même club puis, de nouveau, lorsqu'il devient sélectionneur du XV de France en 2015.

Arrêtant sa carrière de joueur à l'été 2007, il devient, sous la direction de Guy Novès, entraîneur des avants du Stade toulousain en remplacement de Serge Laïrle. Pour lui, son métier consiste à « beaucoup discuter, échanger, trouver le bon mot pour chacun et faire preuve d'honnêteté pour dire toujours la vérité. En un mot, il faut aimer les joueurs ».
| Saison      | Club             | Division | Poste  | Classement             | Coupe d'Europe             | Challenge européen |
| ----------- | ---------------- | -------- | ------ | ---------------------- | -------------------------- | ------------------ |
| 2007 - 2008 | Stade toulousain | Top 14   | Avants | Champion de France     | Défaite en finale          | -                  |
| 2008 - 2009 | Stade toulousain | Top 14   | Avants | Éliminé en demi-finale | Éliminé en quart-de-finale | -                  |
| 2009 - 2010 | Stade toulousain | Top 14   | Avants | Éliminé en demi-finale | Champion d'Europe          | -                  |
| 2010 - 2011 | Stade toulousain | Top 14   | Avants | Champion de France     | Éliminé en demi-finale     | -                  |
| 2011 - 2012 | Stade toulousain | Top 14   | Avants | Champion de France     | Éliminé en quart-de-finale | -                  |

Lors de la prise de fonction de Philippe Saint-André à la tête de l'équipe de France, Yannick Bru est appelé pour occuper le poste d'entraîneur des lignes d'avant. Un accord avec le Stade Toulousain lui permet de prendre ses fonctions lors du tournoi des six nations 2012, tout en finissant la saison avec son club. En 2016, Guy Novès remplace Philippe Saint-André et décide de conserver Bru au poste d'entraîneur des avants. Le 27 décembre 2017, le président de la Fédération française de rugby, Bernard Laporte, annonce que Guy Novès et son staff sont limogés à cause des mauvais résultats du XV de France.
| Année | Sélection | Tournoi     | Poste  | Classement IRB à la fin de l'année | Tournoi | Coupe du monde               |
| ----- | --------- | ----------- | ------ | ---------------------------------- | ------- | ---------------------------- |
| 2012  | France    | Six Nations | Avants | 4e                                 | 4e      | -                            |
| 2013  | France    | Six Nations | Avants | 5e                                 | 6e      | -                            |
| 2014  | France    | Six Nations | Avants | 7e                                 | 4e      | -                            |
| 2015  | France    | Six Nations | Avants | 7e                                 | 4e      | Éliminée en quarts de finale |
| 2016  | France    | Six Nations | Avants | 8e                                 | 5e      | -                            |
| 2017  | France    | Six Nations | Avants | 9e                                 | 3e      | -                            |

En avril 2018, l'Aviron bayonnais annonce que Yannick Bru sera le nouveau responsable sportif du club à partir de la saison 2018-2019,. Dès sa première saison, le club est champion de France de Pro D2 et remonte en Top 14.
| Saison      | Club             | Division | Poste              | Classement                                               | Coupe d'Europe             | Challenge européen |
| ----------- | ---------------- | -------- | ------------------ | -------------------------------------------------------- | -------------------------- | ------------------ |
| 2018 - 2019 | Aviron bayonnais | Pro D2   | Manager général    | Champion de France Pro D2                                | -                          | -                  |
| 2019 - 2020 | Aviron bayonnais | Top 14   | Manager général    | 9e (arrêt du championnat)                                | -                          | Éliminé en poule   |
| 2020 - 2021 | Aviron bayonnais | Top 14   | Manager général    | 13e, défaite en barrage d'accession Top 14 / Pro D2      | -                          | Éliminé en poule   |
| 2021 - 2022 | Aviron bayonnais | Pro D2   | Manager général    | Champion de France Pro D2                                | -                          | -                  |
| 2022 - 2023 | Sharks           | URC      | Entraîneur adjoint | 3e de la poule sud-africaine, défaite en quart de finale | Éliminé en quart de finale | -                  |

En 2022, il intègre l'encadrement des Sharks de Durban qui participent au United Rugby Championship et rejoignent la Coupe d'Europe. 
En 2023, il rejoint l'Union Bordeaux Bègles en tant que manager. Dès la première saison, il mène l'équipe en finale du Top 14, organisée exceptionnellement au Stade Vélodrome de Marseille, contre le Stade toulousain. Les bordelais ne parviennent cependant pas à inquiéter les toulousains d'Ugo Mola et s'inclinent sur le large score de 59 à 3. La saison suivante, ils remportent la Champions Cup en battant les anglais des Northampton Saints 28 à 20 en finale. Il devient alors le troisième entraîneur en chef à gagner la compétition après l'avoir gagné en tant que joueur, après Leo Cullen et Ugo Mola.

## Statistiques

### XV de France
| Année | Compétition    | Matchs | Points | Essais |
| ----- | -------------- | ------ | ------ | ------ |
| 2001  | Test matchs    | 2      | -      | -      |
| 2002  | Six Nations    | 1      | -      | -      |
| 2003  | Test matchs    | 5      | -      | -      |
| 2003  | Coupe du monde | 5      | 5      | 1      |
| 2004  | Six Nations    | 5      | -      | -      |
| Total | Total          | 18     | 5      | 1      |

### Liste des essais internationaux
| Essai | Adversaire | Stade                             | Compétition    | Date            | Résultat |
| ----- | ---------- | --------------------------------- | -------------- | --------------- | -------- |
| 1     | États-Unis | Wollongong Showground, Wollongong | Coupe du monde | 31 octobre 2003 | Victoire |

## Palmarès

### En tant que joueur, en club
Avec le Stade toulousain
- Championnat de France de première division :
  - Vainqueur (2) : 1999 et 2001
  - Vice-champion (2) : 2003 et 2006
- Coupe d'Europe de rugby à XV : 
  - Vainqueur (2) : 2003 et 2005
  - Finaliste (1) : 2004

Avec l'US Colomiers
- Conférence Européenne :
  - Vainqueur (1) : 1998

### En équipe nationale
- 18 sélections en équipe de France entre 2001 et 2004 : 2 en 2001, 1 en 2002, 10 en 2003, 5 en 2004
- 1 essai (5 points)
- Tournois des Six Nations disputés : 2002, 2004
- Grand chelem : 2002, 2004
- Équipe de France A : 
  - 2003 : 3 sélections, capitaine (Angleterre A, Écosse A, Irlande A)
  - 2002 : 1 sélection (Australie A)

#### Tournoi des Six Nations
| Édition          | Rang | Résultats France | Résultats Bru | Matchs Bru |
| ---------------- | ---- | ---------------- | ------------- | ---------- |
| Six Nations 2002 | 1    | 5 v, 0 n, 0 d    | 1 v, 0 n, 0 d | 1/5        |
| Six Nations 2004 | 1    | 5 v, 0 n, 0 d    | 5 v, 0 n, 0 d | 5/5        |

Légende : v = victoire ; n = match nul ; d = défaite ; la ligne est en gras quand il y a Grand Chelem.

#### Coupe du monde
En Coupe du monde :
- 2003 : 5 sélections (Japon, Écosse, États-Unis, Irlande, Nouvelle-Zélande), 2 fois capitaine, 1 essai (contre les États-Unis)

| Édition        | Rang      | Résultats France | Résultats Bru | Matchs Bru |
| -------------- | --------- | ---------------- | ------------- | ---------- |
| Australie 2003 | Quatrième | 5 v, 0 n, 2 d    | 4 v, 0 n, 1 d | 5/7        |

### En tant qu'entraîneur, en club

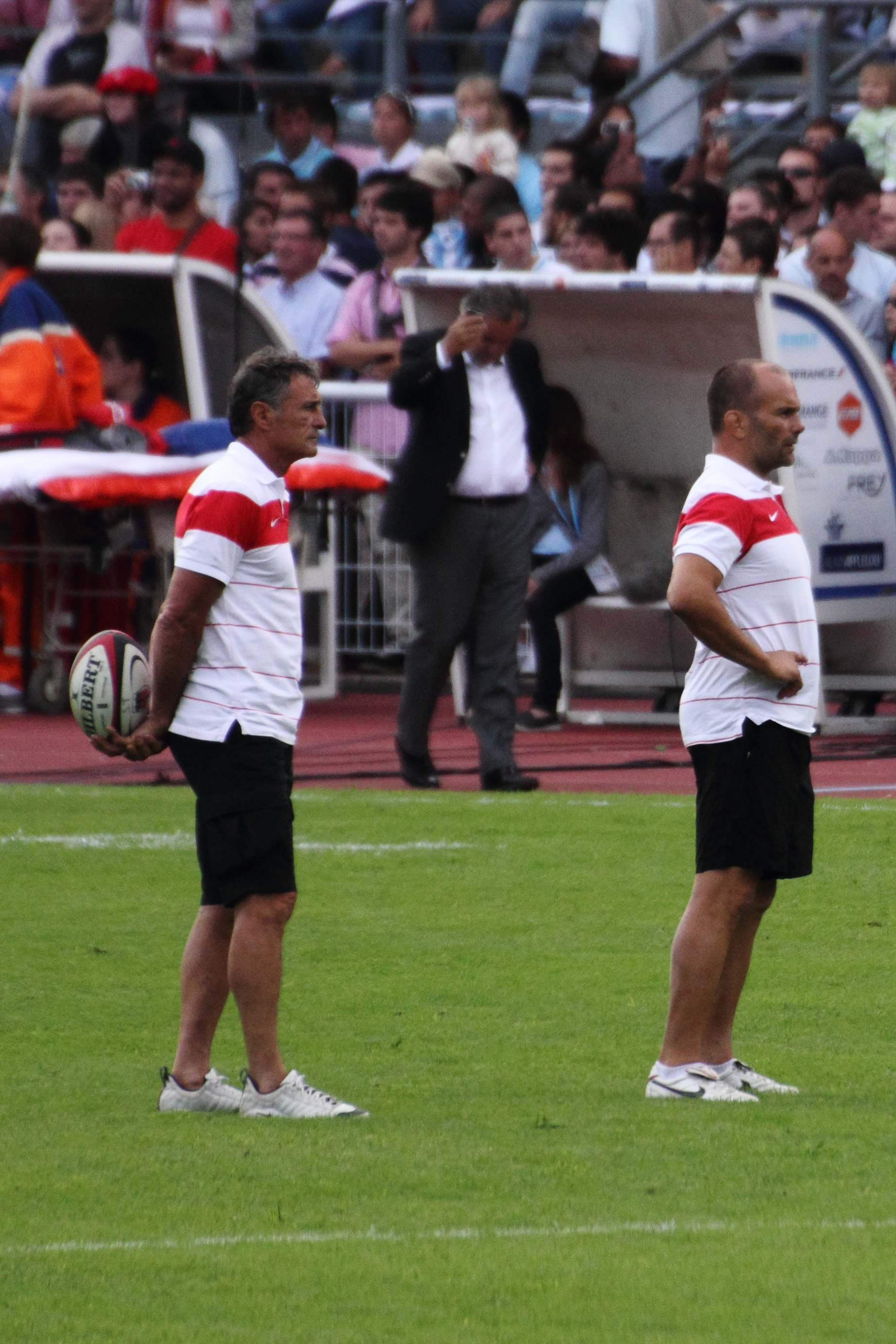
Guy Novès et Yannick Bru lors d'un échauffement du Stade toulousain en 2011.

- Champion de France : 2008, 2011, 2012
- Finaliste de la coupe d'Europe en 2008
- Vainqueur de la Coupe d'Europe/Champions Cup en 2010 et 2025
- Champion de France de Pro D2 en 2019 et 2022
- Finaliste de Championnat de France en 2024 et 2025

### Distinctions personnelles
- 2008 :
  - Oscars du Midi olympique :  Oscar d'Or du meilleur encadrement (avec Guy Novès et Philippe Rougé-Thomas)
  - Nuit du rugby :  Meilleur staff d'entraîneur du Top 14 (avec Guy Novès et Philippe Rougé-Thomas) pour la saison 2007-2008
- 2010 :
  - Oscars du Midi olympique :  Oscar d'Or du meilleur encadrement (avec Guy Novès et Philippe Rougé-Thomas)
- 2012 :
  - Oscars du Midi olympique :  Oscar d'Or du meilleur encadrement (avec Guy Novès et Jean-Baptiste Élissalde)
  - Nuit du rugby : Meilleur staff d'entraîneur du Top 14 (avec Guy Novès et Jean-Baptiste Élissalde) pour la saison 2011-2012
- 2019 :
  - Nuit du rugby : Meilleur staff d'entraîneur de la Pro D2 (avec Vincent Etcheto, Joël Rey et Éric Artiguste) pour la saison 2018-2019

## Activités en dehors du rugby
Yannick Bru crée en 2003 une société de conseil, dont la clientèle est majoritairement constituée de sportifs professionnels. En 2010, il déclare « Ce cabinet, c'est mon indépendance par rapport au monde du rugby professionnel, un univers passionnant mais qui peut se révéler abrutissant. ».